# Josslyn Hay, 22. Earl of Erroll
Josslyn Victor Hay, 22. Earl of Erroll (* 11. Mai 1901 in Mayfair, London; † 24. Januar 1941 nahe Nairobi, Kenia) war ein britischer Peer. Seine ungeklärte Ermordung lenkte die öffentliche Aufmerksamkeit auf den dekadenten Lebensstil hochgestellter und reicher britischer Siedler in Kenia – des sogenannten Happy Valley Sets.

## Frühe Jahre
Hay war der älteste Sohn des Diplomaten Victor Hay, Lord Kilmarnock (ab 1927 21. Earl of Erroll) und seiner Frau Lucy, der einzigen Tochter von Sir Allan Mackenzie, 2. Baronet. 1911 wohnte Hay der Krönung Georgs V. bei und trug dabei die Earlskrone seines Großvaters. Ab 1914 besuchte er das Eton College, wurde jedoch zwei Jahre später der Schule verwiesen.
Obwohl hochstehend war die Familie der Earls of Erroll nicht vermögend, so dass Josslyn Hay einem Broterwerb nachgehen musste. 1920 wurde er in Berlin Honorarattaché unter seinem Vater, der Geschäftsträger war, bis er zum Hochkommissar für das Rheinland ernannt wurde. Der Sohn blieb bis 1922 in Berlin als Sekretär des Botschafters Edgar Vincent, 1. Viscount D’Abernon.
Nachdem er die Prüfungen des Foreign Office bestanden hatte, sollte er wie sein Vater im diplomatischen Dienst arbeiten. Die Karriere fiel jedoch einer Affäre Hays mit Lady Idina Sackville (1893–1955) zum Opfer, Tochter von Gilbert Sackville, 8. Earl De La Warr, geschieden vom Politiker Euan Wallace, zu jener Zeit verheiratet mit Charles Gordon. Lady Idina ließ sich erneut scheiden und heiratete am 22. September 1923 Josslyn Hay.

## Kenia
Die Heirat löste einen gesellschaftlichen Skandal aus: Lady Idina war zweifach geschieden, hatte zwei Söhne, lebte äußerst unkonventionell und war zudem acht Jahre älter als ihr dritter Ehemann. Das Vermögen Lady Idinas erlaubte dem Ehepaar jedoch, nach Kenia zu ziehen, wo sie Teil des Happy Valley Sets wurden, berüchtigt für ausschweifende Drogen- und Sexparties.
1926 bekamen Josslyn Hay und Lady Idina eine Tochter, Diana Denyse Hay (1926–1978). Beim Tod seines Vaters erbte er 1928 dessen Adelstitel als 22. Earl of Erroll, 23. Lord Hay und 5. Baron Kilmarnock, sowie den damit verbundenen Sitz im House of Lords. 1930 ließ sich Lady Idina von Hay scheiden, da er sie um Geld betrogen hatte. Hay heiratete daraufhin am 8. Februar 1930 in zweiter Ehe die geschiedene Edith („Molly“) Ramsay-Hill (geborene Maude), die im neuen Heim am Naivashasee ebenfalls dem Lebensstil der Happy-Valley-Gruppe frönte.
Bei einem Besuch in England 1934 schloss sich Lord Erroll Oswald Mosleys British Union of Fascists an. Nach seiner Rückkehr nach Kenia im folgenden Jahr wurde er Präsident der Convention of Associations. Als Verehrer Hitlers und glühender Antisemit beabsichtigte er, den Faschismus in Afrika zu etablieren. 1936 war er bei der Krönung Georgs VI. anwesend. 1939 wurde er als Abgeordneter für Kiambu ins Parlament der Kronkolonie Kenia (Legislative Council of Kenya) gewählt. Er wurde 1939 zum Captain des Kenya Regiment befördert und nahm im Zweiten Weltkrieg am Ostafrikafeldzug teil und wurde für seine Leistungen bei den Kämpfen um Italienisch-Eritrea mentioned in despatches. Ab 1940 diente er als Deputy Director of Manpower and Military Secretary beim britischen Oberkommando für Ostafrika (East African Command).
Am 13. Oktober 1939 starb seine zweite Gattin. Ab 1940 hatte Lord Erroll eine Affäre mit Diana, Lady Broughton, Ehefrau von Sir Henry John Delves Broughton, 11. Baronet (1883–1942).

## Ermordung
Nach einer Nacht mit Lady Broughton wurde Lord Erroll am 24. Januar 1941 erschossen in seinem Wagen unweit von Nairobi aufgefunden. Broughton, der von der Affäre unterrichtet war, wurde des Mordes angeklagt. Am 10. März wurde er verhaftet, am 26. Mai begann der Prozess. Es gab keine Tatzeugen, die Indizien reichten nicht aus, und so wurde Delves Broughton am 1. Juli freigesprochen. Einige Monate später beging er in England Selbstmord.
Lord Erroll wurde in Kiambu neben seiner zweiten Ehefrau beigesetzt. Seine Tochter Diana Hay aus erster Ehe folgte ihm als Countess of Erroll und Lady Hay nach, der ausschließlich in männlicher Linie vererbbare Titel Baron Kilmarnock ging an seinen Bruder Gilbert Hay, der im selben Jahr seinen Familiennamen zu „Boyd“ änderte.
Bis heute gab es immer wieder neue Ansätze, den Mord aufzuklären, ohne jedoch abschließende Gewissheit zu schaffen.

## Populärkultur
- Der Fall inspirierte den Journalisten James Fox zu seinem 1982 erschienenen Buch White Mischief, das 1987 als „Die letzten Tage in Kenya“ von Michael Radford verfilmt wurde.
- Der BBC-Film The Happy Valley (1987) befasst sich mit der Ermordung Lord Errolls.
- In der Miniserie Julian Fellowes Investigates: A Most Mysterious Murder gab es 2005 die Folge The Case of the Earl of Erroll.
- Nicholas Drayson verarbeitet in seinem Roman „Kleine Tierkunde Ostafrikas“ die Ermordung Errolls.